# Alexandre Pierre Joseph Doche
Pour les articles homonymes, voir Doche.
Alexandre Pierre Joseph Doche (Paris, 21 octobre 1801 - Saint-Pétersbourg, 31 juillet 1849) est un violoniste et compositeur français, chef d'orchestre du Théâtre du Vaudeville de 1828 à 1848.

## Biographie
Fils de Joseph-Denis Doche et de Marie Ursule Victoire Regnault de Bretel, il fait ses études au Conservatoire de Paris et succède à son père comme compositeur et chef d'orchestre du Théâtre du Vaudeville.
En janvier 1839, il épouse Marie-Charlotte-Eugénie de Plunkett. Il passe en 1848 au théâtre de Saint-Pétersbourg mais y meurt brutalement, victime du choléra, en 1849.

## Œuvres

### Théâtre
- A trente ans, ou une femme raisonnable, comédie en 3 actes mêlée de couplets, avec Joseph-Bernard Rosier, 1838
- Bonaventure, comédie-vaudeville en trois actes et quatre tableaux, avec Frédéric de Courcy et Charles Dupeuty, 1840
- La Journée d'une jolie femme, vaudeville, paroles d'Adolphe d'Ennery et Eugène Cormon, 1841
- L'Extase, comédie en 3 actes, mêlée de chant, avec Auguste Arnould et Lockroy, 1843
- La Polka, vaudeville, avec Alexis Decomberousse et Éléonore de Vaulabelle, 1844

### Chansons et compositions
- L'Enlèvement des Sabines, quadrille pour piano, 1842
- La Journée d'une jolie femme, grande valse brillante, arrangée pour le piano, 1842
- Couplets de la mouche, in Album de chant du Monde musical, 1843
- L'Ame du prieur, ballade, paroles de Gaston Bérardi, 1844
- Chantez, dansez, aimez, chansonnette, paroles de Bérardi, 1844
- Chien et chat, chansonnette, paroles de Bérardi, 1844
- La Confession, romance, paroles de Bérardi, 1844
- Que t'ai-je fait ?, romance, paroles de Bérardi, 1844
- Satan ou le Diable à Paris, quadrille brillant, 1844
- Régaillette, complets chantés dans Le Chevalier d'Essonne, paroles d'Anicet Bourgeois, 1847
- Le regard Mélodie, paroles de Louise Schiltz, 1850
- Le Carnaval à l'assemblée nationale, paroles de Gustave Nadaud, 1851
- La Lorette de la veille, mélodie sans accent, paroles de Gustave Nadaud, 1852
- La Muse comique, recueil collectif de chansonnettes, chansons, gaudrioles, pastorales, rondeaux, scènes comiques, chansons bachiques et chansons légères, avec et sans parlé, pour piano et chant, paroles de Augustin de Piis, non daté (avec Étienne Arnaud, Amédée de Beauplan, François-Auguste Gevaert, Aristide Hignard, Paul de Kock, Adrien Lagard, Charles Lecocq, Sylvain Mangeant, Charles Pourny, Loïsa Puget, Victor Robillard, Jean-Pierre Solié et Alphonse Thys
- Les Formats, rondeau, paroles de A. Faillot, non daté
- Poèmes et chansons d'Eugène de Pradel relatifs à Bruxelles, non datés
- Je pense à toi, romance, paroles de P. Sain, non datée
- Valse du mari par intérim de Fulgence de Bury, (pour piano ou harpe), non daté